# 日本標準
日本標準（にっぽんひょうじゅん）は、埼玉県日高市に本社を置く教育関係の出版社。主に小学校の教材・教具などを刊行している。

## 本社・事業所
本社
- 埼玉県日高市下大谷沢 字 宮ノ前91-5

統合物流センター
- 埼玉県日高市下大谷沢 字 宮ノ前91-5

事業センター
- 祇園分室 埼玉県狭山市祇園3丁目20番地 ビラ祇園2階

## 沿革
- 1950年 創業者・石橋勝治により創業。月刊標準テスト（国・算・社・理）創刊。
- 1957年 株式会社に改組。全国販売網の組織完成（250社）。
- 1958年 日本標準教育研究所を設立。
- 1959年 全国特約店350社に増加。
- 1966年 全国販売店500社を突破。
- 1970年 全国販売網600店を達成。
- 1975年 日本標準教育賞を創設、翌1976年に第1回の表彰式を挙行。
- 1977年 家庭学習教材「月刊はつらつ」創刊。
- 1983年 第1・2新物流センター落成により物流センター総面積12.300平方メートルとなる。
- 1990年 本社と物流センターのオンライン化完成。
- 1996年 西荻窪分室創設、編集本部移転。
- 1997年 全社情報システム稼働、インターネットホームページ開設。
- 1998年 統合物流センター建設・竣工、はつらつ学習クラブ全国展開はじまる。
- 1999年 統合物流センター本格スタート。
- 2000年 創立50周年。業務を本社・統合物流センターの2極構造化。山田雅彦専務がCEO就任
- 2006年 NPO法人日本標準教育研究所 設立[4]
- 2015年 伊藤潔経営企画本部本部長が代表取締役社長に就任
- 2020年 河野晋三編集本部長が代表取締役社長に就任
- 2022年8月1日より、統合物流センターに本社機能を一本化した[1]。
- 2025年5月31日をもって山田雅彦会長が退任。同年6月1日付で相談役に就任。

## 主な製品

### 教材
- Aテスト・EXテスト・Sテスト・パワーアップテスト
- くりかえし漢字・計算ドリル
- 漢字・計算練習ノート
- 漢字・計算マスター
- 漢字・計算まるごとスキル
- 書写ノート
- 社会科資料集
- 音楽ワーク

### 教具・材料
- さいほうせっと
- 画材セット
- 木工・版画・彫刻・工作
- さんすうせっと
- 習字セット

### 教育図書・辞典
- シリーズ『本のチカラ』
- 親子で楽しむシリーズ
- 読んで遊んでとっぴんぱらりシリーズ
- 図解 楽しく調べる 日本の歴史シリーズ
- 例解小学 国語辞典・漢字辞典
- 新３観点 通知表 書き方＆文例集

## 教材・教具に起用されている版権キャラクター
- アストロボーイ・鉄腕アトム（くりかえしドリル、練習ノート、漢字・計算マスター、さんすうせっと）
- ジャングル大帝（くりかえしドリル、練習ノート、漢字・計算マスター）
- ミッフィー（さいほうせっと、ナップザック、トートバッグ、習字バッグ、ネームホルダー、エプロン）
- 豆しば（さいほうせっと、トートバッグ、ナップザック、ロングクッション、カフェエプロン）
- ワンピース（スラッシュカット彫刻刀、画材セット、習字セット、ネームホルダー）
- チョコパ（エプロン、トートバッグ、ナップザック）
- 一期一会〜キミノコトバ〜（トートバッグ、ナップザック、ロングクッション）
- おばけギャルソン（ネームホルダー）
- スーパーマリオ（エプロン）
- アイルー（画材セット、習字セット）
- ガチャピン・ムック（しあげ教材5・6年生）